# Lake Malawi
Lake Malawi è un gruppo musicale indie pop ceco formatosi nel 2013 a Třinec.
Hanno rappresentato la Repubblica Ceca all'Eurovision Song Contest 2019 con il brano Friend of a Friend, classificandosi all'11º posto su 26 partecipanti nella finale.

## Storia del gruppo
I Lake Malawi sono stati fondati a settembre 2013 dal frontman Albert Černý in seguito allo scioglimento della sua precedente band Charlie Straight. Il nome del complesso si ispira alla canzone Calgary di Bon Iver, contenuta nel suo album eponimo del 2013. Il loro singolo di debutto Always June è uscito l'anno successivo; il gruppo ha presto iniziato ad esibirsi a festival musicali in Repubblica Ceca (Colours of Ostrava e Rock for People) e nel Regno Unito (The Great Escape Festival a Londra). Sono stati gli artisti di supporto per i Kooks, Mika e i Thirty Seconds to Mars per i loro concerti a Praga.
Nel 2016 Pavel Palát, ex membro dei Charlie Straight, ha lasciato la band ed è stato rimpiazzato da Antonín Hrabal. Nel 2017 è uscito l'album di debutto dei Lake Malawi, Surrounded by Light, che ha raggiunto l'81º posto nella classifica settimanale degli album più venduti in Repubblica Ceca. Il chitarrista principale Patrick Karpentski ha lasciato il gruppo a fine anno. Nel 2021 anche il batterista Antonín Hrabal ha abbandonato il progetto.
Nel 2019 hanno partecipato a Eurovision Song CZ, il programma di selezione per la ricerca del rappresentante ceco all'Eurovision Song Contest 2019. Con il loro pezzo Friend of a Friend hanno vinto il voto della giuria internazionale e sono arrivati secondi nel voto del pubblico, risultando i preferiti su otto partecipanti e garantendosi la possibilità di rappresentare il loro paese all'Eurovision, in Israele. Dopo essersi qualificati dalla prima semifinale del 14 maggio, si sono esibiti per terzi nella finale del 18 maggio successivo. Qui si sono classificati all'11º posto su 26 partecipanti con 157 punti totalizzati, di cui 7 dal televoto e 150 dalle giurie. Sono risultati i più popolari fra i giurati di Georgia, Norvegia, Slovenia e Ungheria.

## Formazione
Attuale
- Albert Černý (2013–; voce, chitarra, tastiere)
- Jeroným Šubrt (2013–; basso, tastiere)

Ex componenti
- Pavel Palát (2013–2016; percussioni)
- Patrick Karpentski (2013–2017; chitarra)
- Antonín Hrabal (2016–2021; voce e batteria)

## Discografia

### Album in studio
- 2017 – Surrounced by Light
- 2022 – The Great Video Game Crush

### EP
- 2015 – We Are Making Love Again

### Singoli
- 2014 – Always June
- 2014 – Chinese Trees
- 2015 – Aubrey
- 2015 – Young Blood
- 2016 – We Are Making Love Again
- 2017 – Prague (In the City)
- 2017 – Surrounded by Light
- 2017 – Not My Street
- 2017 – Bottom of the Jungle
- 2017 – Paris
- 2018 – Spaced Out
- 2019 – Friend of a Friend
- 2019 – Stuck In the 80's
- 2020 – Lucy
- 2021 – Shaka Zulu
- 2022 – High-Speed Kissing (con i We Are Domi)